# Fede Vico
Federico Vico Villegas, plus communément appelé Fede Vico, est un footballeur espagnol né le 4 juillet 1994 à Cordoue. Évoluant au poste de milieu offensif.

## Carrière

### Cordoue CF
Fede Vico commence le football à 6 ans dans sa ville natale de Cordoue avec l'École de Football Juanín y Diego. Cet établissement fournit chaque année des jeunes de 8 ans au principal club de la ville, le Cordoue CF. Fede rejoint donc en 2002 le centre de formation des Cordobesistas pour ensuite y faire toutes ses classes. Le 23 janvier 2011, l'entraîneur Lucas Alcaraz le fait débuter avec l'équipe première à seulement 16 ans, en le faisant entrer en jeu à la place de Jonathan Sesma durant le match à domicile face au Gérone FC, qui se termine sur un match nul 1-1. C'est le seul match qu'il joue lors de la saison 2010-2011 de Segunda División.
Pour la saison 2011-2012, Fede Vico intègre le groupe professionnel et l'entraîneur Paco Jémez le fait de plus en plus souvent entrer en jeu. Le 3 mars 2012, quelques minutes après avoir remplacé Sebastián Dubarbier, il marque son premier but professionnel, permettant ainsi à Cordoue de gagner à l'extérieur face au Xerez CD (score final 2-1). À 17 ans et 243 jours, c'est le plus jeune joueur ayant inscrit un but dans l'histoire des Blanquiverdes. Le 27 avril 2012, il inscrit l'autre but de sa saison, cette fois-ci en tant que titulaire et à domicile contre le CD Guadalajara (victoire 3-2). Cordoue peut ainsi disputer les play-offs de promotion vers la Liga à la suite de sa belle 6e place au classement, mais le club est éliminé par le Real Valladolid, malgré les entrées en jeu de Vico.
Durant la saison 2012-2013, Fede Vico s'impose comme titulaire dans l'équipe de Cordoue, dont il est l'un des joueurs les plus efficaces avec 6 buts et 5 passes décisives en 33 matches de Segunda División. Fede s'illustre également dans la Coupe du Roi, en délivrant 2 passes décisives lors de la victoire à domicile 2-0 en seizièmes de finale aller face à la Real Sociedad le 1er novembre 2012, permettant ainsi au club andalou d'atteindre les huitièmes de finale (résultat cumulé 4-2).

### RSC Anderlecht
Le 14 juin 2013, Fede Vico signe un contrat de 5 ans avec le RSC Anderlecht, dont il est la première recrue de la saison 2013-2014. Malgré l'intérêt des Girondins de Bordeaux, du Benfica, de clubs anglais (Liverpool, Swansea) et même de grands clubs espagnols (Real Madrid, FC Barcelone...), le champion de Belgique 2012-2013 réussit à l'acquérir en effectuant un paiement comptant de 1.5 million d'euros au Cordoue CF qui avait immédiatement besoin d'argent. C'est l'indemnité de transfert la plus élevée reçue par le club andalou dans son histoire.

### CD Leganés
Le 5 juillet 2018, il s'engage avec le CD Leganés.

## Statistiques
Le tableau ci-dessous récapitule les statistiques en match officiel de Fede Vico depuis ses débuts professionnels :
| Saison                | Club                     | Championnat           | Championnat | Championnat | Coupe(s) nationale(s) | Coupe(s) nationale(s) | Total | Total |
| Saison                | Club                     | Division              | M.          | B.          | M.                    | B.                    | M.    | B.    |
| 2010-2011             | Cordoue CF               | Liga Adelante         | 1           | 0           | -                     | -                     | 1     | 0     |
| 2011-2012             | Cordoue CF               | Liga Adelante         | 24+2        | 2+0         | 3                     | 0                     | 29    | 2     |
| 2012-2013             | Cordoue CF               | Liga Adelante         | 33          | 6           | 6                     | 0                     | 39    | 6     |
| 2013-2014             | RSC Anderlecht           | Jupiler Pro League    | -           | -           | -                     | -                     | 0     | 0     |
| 2013-2014             | KV Ostende (prêt)        | Jupiler Pro League    | 5+5         | 1+0         | -                     | -                     | 10    | 1     |
| 2014-2015             | Cordoue CF (prêt)        | Liga BBVA             | 20          | 0           | 2                     | 0                     | 22    | 0     |
| 2015-2016             | Albacete Balompié (prêt) | Liga Adelante         | 13          | 1           | -                     | -                     | 13    | 1     |
| 2016-2017             | CD Lugo                  | LaLiga 2              | 23          | 1           | -                     | -                     | 23    | 1     |
| 2017-2018             | CD Lugo                  | LaLiga 2              | 35          | 3           | 1                     | 0                     | 36    | 3     |
| 2018-2019             | Grenade CF (prêt)        | LaLiga 2              | 19          | 2           | 1                     | 0                     | 20    | 2     |
| Total sur la carrière | Total sur la carrière    | Total sur la carrière | 180         | 16          | 13                    | 0                     | 193   | 16    |